# Salfords
Salfords – wieś w Anglii, w hrabstwie Surrey, w dystrykcie Reigate and Banstead. Leży 35 km na południe od centrum Londynu.